# Banca privata Notenstein
Notenstein La Roche è stata una banca privata svizzera con sede a San Gallo e patrimoni in gestione per 16,8 miliardi di franchi. La banca, di proprietà del Gruppo Raiffeisen dal 2012, è stato venduto nel luglio 2018 alla Bank Vontobel e totalmente incorporato a fine settembre 2018.

## Servizi
La banca privata Notenstein La Roche era specializzata nella strutturazione globale del patrimonio per clienti privati. Il suo core business spaziava dalla gestione patrimoniale e consulenza d'investimento alla pianificazione finanziaria e previdenziale fino a toccare i finanziamenti e l'assistenza ai gestori patrimoniali indipendenti.

## Storia
Alla fine del 2015 le banche private Notenstein e La Roche si sono fuse. Entrambe vantano una storia plurisecolare: la storia dei «Notensteiner» ebbe il suo inizio a San Gallo, mentre quella di La Roche a Basilea. I due istituti non condividono solo storia e tradizione, bensì anche valori fondamentali ed etica professionale e per entrambi è assolutamente prioritario essere un partner affidabile e sincero per i clienti. Da generazioni ormai il pensiero e l'agire sono improntati alla lungimiranza e alla continuità.